# Las Grutas, Mexiko
Las Grutas är en ort i Mexiko.   Den ligger i kommunen Hidalgo och delstaten Michoacán de Ocampo, i den södra delen av landet, 150 km väster om huvudstaden Mexico City. Las Grutas ligger 1 918 meter över havet och antalet invånare är 757.
Terrängen runt Las Grutas är huvudsakligen kuperad. Las Grutas ligger nere i en dal. Runt Las Grutas är det ganska tätbefolkat, med 116 invånare per kvadratkilometer. Närmaste större samhälle är Ciudad Hidalgo, 8,1 km nordväst om Las Grutas. Omgivningarna runt Las Grutas är en mosaik av jordbruksmark och naturlig växtlighet.